# .nato
.nato foi um domínio de topo (TLD) usado na Internet. O código TLD nato foi adicionado no final da década de 80 pelo Núcleo de Informação e Coordenação (conhecido em inglês como NIC, Network Information Centre) para o uso da OTAN (NATO em inglês), pois esta achava que nenhum dos TLDs existentes refletia adequadamente sua organização internacional. Pouco depois desta adição, no entanto, o NIC criou o TLD .int para o uso por organizações internacionais, e convenceu a OTAN que o domínio nato.int seria mais apropriado. Assim, o TLD .nato ficou sem uso, sendo eliminado em julho de 1996.